# Zifnab
Zifnab es un mago de la saga de novelas fantásticas El Ciclo de la Puerta de la Muerte.

## Historia
Zifnab es un mago sartán que vivió en el Antiguo Mundo y era uno del Consejo de los Siete.
Cuando Samah propuso la Separación, Zifnab fue uno de los consejeros que se negó y fue perseguido por eso.
Cuando Ramu fue a buscarle junto a dos guardias, éste desapareció para huir y no pudo evitar la Separación.
Al no poder quedarse en ningún lugar, decidió aparecer en Mundo Antiguo, justo cuando se iniciaba la Separación. La fuerza fue tan poderosa que se volvió loco ante la destrucción. Pero antes de morir y con su último aliento, se transportó al Vórtice.
Allí empezó su peregrinaje hasta el Nexo, siendo la primera persona que escapa del Laberinto.
En el Nexo empezó a escribir los libros de la biblioteca sartán, dejándosela para los patryn y sartán.
Al cabo de un tiempo, logró escapar por la Puerta de la Muerte y huyó a Pryan, el Mundo del Fuego.
Conoció al dragón que le acompaña y cuando precisaron de los servicios de un sacerdote humano, él se presentó en el lugar del humano, ayudando al padre de Paithan, Lenthan.
Éste tuvo discusiones con el astrónomo elfo, unos incidentes por perder el control sobre su dragón y aconsejó a Lenthan seguir con su experimento de los cohetes, profetizando que Haplo vendría y sus cohetes le guiarían.
Cuando los elfos, humanos y Drugar fueron a la Ciudadela, Zifnab les acompañó y acompañó a Lenthan a un claro buscando a su difunta esposa, porque se suponía que las almas de los muertos iban a las estrellas; hasta invoco la imagen irreal de su mujer y entonces, el elfo murió. Después su dragón y él se pusieron de acuerdo e interpretaron una persecución a los elfos y humanos, atrayéndolos a la Ciudadela y le añadieron más dramatismo cuando el dragón "devoró" al mago.
Más adelante iría al Nexo a hablar con Haplo sobre su hijo atrapado en el Laberinto y de que debía buscar a Alfred para internarse en la prisión de los sartán.
Después fue el único sartán que acudió a la llamada de socorro de Samah y llegaron juntos a Abarrach, donde fueron encerrados por Xar.
Después de una conversación con el Señor del Nexo, el dragón le ayudó a huir de su prisión.
Más adelante tenía la misión de evitar que Ramu fuera al Laberinto, pero por su demencia, hizo lo contrario y llevó a Ramu a Abarrach con los sartán supervivientes y fue él quien acudió al Laberinto.
Participó en la batalla de la Última Puerta sobre un dragón y, cuando acabó todo, dijo que era un dios.
Más adelante solo vagaría por el Laberinto.

## Personajes
Durante su locura dijo que era:
- Dorothy, del Mago de Oz.
- Luke Skywalker, de Star Wars.
- James Bond, el espía (fue con este nombre como se presentó a Ramu).

## Menciones de personajes
También mencionó a:
- Gandalf el Gris, de El Señor de los Anillos.
- Frodo Bolsón, del mismo libro.
- El Balrog, del mismo libro.
- El León cobarde, el Hombre de Hojalata y el Espantapájaros que atribuyó a Hugh, Haplo y Alfred; del Mago de Oz.
- Tanis el Semielfo en la ducha, de Dragonlance.
- Raistlin, de la misma saga. ("Raist...")
- Merlín, del rey Arturo.
- El Equipo A
- Los siete magníficos
- Doce del patíbulo
- Kelly's Heroes
- George Lucas
- Smaug, dragón de la Montaña Solitaria, de El Hobbit.
- El dragón que venció San Jorge
- El Doctor No, de 007.

## Menciones de otras cosas
- La Quinta Avenida
- Berlín
- El Halcón Milenario
- Los Ewoks ("Le dije a George que esas criaturitas peludas están para disecarlas, no para hacerlas inteligentes...")
- Apolo
- Géminis
- Enterprise
- Einstein
- Tantarán-Ta-Ta-Ta-Tátaran... (Himno de la 20th Century Fox)

## Realidad
El personaje de Zifnab es en realidad otro personaje de Margaret Weis y Tracy Hickman, el mago Fizban (es su nombre con las letras al revés y con las sílabas bien puestas). Como el mago Fizban es el avatar de Paladine, tenía razón cuando dijo que era un dios, ya que en las Crónicas de Dragonlance era un dios. Además, se descubría al final del libro.
- Datos: Q11705474